# Соломко Юрій
Юрій Соломко (нар. 1962 року, Крим) — український художник відомий своїми картинами намальованими на географічних мапах.

## Життєпис
1986 року закінчив Краснодарське художнє училище. 1992 року завершив навчання в Київському державному художньому інституті. Був учасником творчого арт-об'єднання Паризька комуна (1990-1994).
Картини художника демострувалися на виставках в Україні, Росії, Німеччині, США, Великій Британії, Кореї, Італії, Польщі, Швеції. Роботи знаходяться в численних музеях та приватних колекціях, зокрема у Національному художньому музеї України, Зібранні (колекції) образотворчого мистецтва Градобанку, та у Російському музеї в Санкт-Петербурзі.

## Нагороди
- 1997 — Золотий перетин, художник року в галузі сучасного мистецтва